# Ed Danowski
Edward Frank „Ed“ Danowski (* 30. September 1911 in Jamesport, Suffolk County, New York; † 1. Februar 1997 in New York City), Nickname: Big Ed, war ein US-amerikanischer American-Football-Spieler. Er spielte als Quarterback bei den New York Giants.

## Spielerkarriere

### Collegelaufbahn
Danowski wuchs auf Long Island auf und spielte bereits auf der Highschool American Football. 1930 schloss er sich den Fordham Rams der Mannschaft der Fordham University, einem unterklassigen Collegefootballteam, an. Im Jahr 1933 fungierte er als Mannschaftskapitän. Im folgenden Jahr wurde er für das East-West-Shrine-Game, einem Auswahlspiel der besten Collegespieler, nominiert.

### Profilaufbahn
Im Jahr 1934 unterschrieb Ed Danowski einen Vertrag bei den New York Giants in der NFL und feierte unter Head Coach Steve Owen in diesem Jahr seine erste NFL-Meisterschaft, das NFL Championship Game 1934. Von seinem Center Mel Hein in Szene gesetzt, gelangen ihm zwei Touchdowns, wobei er einen selbst in die Endzone lief. Das Spiel konnte mit 30:13 gegen die Chicago Bears gewonnen werden.
Im Jahr 1938 konnten die Giants acht von elf Spielen in der Regular Season gewinnen. Danowski zog dadurch mit seiner Mannschaft erneut in das NFL-Endspiel gegen die Green Bay Packers ein und konnte dies mit 23:17 gewinnen. Danowski warf dabei zwei Touchdownpässe. In den Jahren 1935, 1939 und 1941 verloren die Giants mit Danowski als Quarterback jeweils das Endspiel. Im Jahr 1940 erhielt Danowski lediglich Spielzeit bei den New Jersey Giants einem Farmteam der New York Giants. Er kehrte danach zu den New York Giants zurück. Nach einem letzten Spieljahr bei der Mannschaft aus New York City beendete er seine Spielerlaufbahn. Als Profi konnte er in sieben Spielzeiten 37 Touchdowns durch Passspiel und vier durch eigenes Laufspiel erzielen.

## Trainerkarriere
Ab dem Jahr 1941 leistete Danowski seinen Militärdienst bei der US Navy ab und trainierte nach dem Ende des Zweiten Weltkriegs von 1946 bis 1954 als Head Coach die Footballmannschaft seines alten College. Danach arbeitete er bis 1977 als Lehrer und Trainer an einer Highschool. Danowski war verheiratet und hatte zwei Söhne. Er starb an der Alzheimer-Krankheit.

## Ehrungen
Danowski spielte in einem Pro Bowl, dem Abschlussspiel der besten Spieler einer Saison. Ferner wurde er dreimal in das All Pro Team gewählt. Sein College nahm ihn 1974 in die Ruhmeshalle der Universität auf.